# Смешанный лес с участием ясеня и вяза
Смешанный лес с участием ясеня и вяза — государственный природный заказник (комплексный) регионального (областного) значения Московской области, целью которого является сохранение ненарушенных природных комплексов, их компонентов в естественном состоянии; восстановление естественного состояния нарушенных природных комплексов, поддержание экологического баланса. Заказник предназначен для:
- сохранения и восстановления природных комплексов;
- сохранения местообитаний редких видов растений, грибов и животных.

Заказник основан в 1988 году. Местонахождение: Московская область, Наро-Фоминский городской округ, сельское поселение Атепцевское, левый берег реки Нара, к северу от деревни Чичково, в непосредственной близости; 1,7 км к юго-востоку от деревни Слизнево. Заказник состоит из двух участков, разделенных автомобильной дорогой «Наро-Фоминск — Каменское — Зинаевка»: участок № 1 расположен к западу от автодороги, участок № 2 — к востоку. Общая площадь заказника составляет 177,22 га (участок № 1 — 68,60 га, участок № 2 — 108,62 га). Участок № 1 включает квартал 80 (целиком), а также часть квартала 78; участок № 2 включает часть квартала 78 Каменского участкового лесничества Наро-Фоминского лесничества.

## Описание
Заказник располагается в западной части Москворецко-Окской равнины в зоне распространения свежих и влажных холмистых и волнистых моренных и плоских озерно-водно-ледниковых равнин. Абсолютные отметки территории изменяются от 151,5 м над у.м. (урез воды в реке Наре на юго-западной границе участка № 1) до 205 м над у.м. (вершина моренного холма на участке № 2).
Территория заказника включает фрагмент моренной и озерно-водно-ледниковой равнины и левобережный участок долины реки Нары в её среднем течении, осложненные оврагами, балками и долиной ручья Гремячий.
Участок № 1 заказника включает участок моренной и озерно-водно-ледниковой равнины и фрагмент долины реки Нары с поймами и первой надпойменной террасой. Абсолютные высоты на участке изменяются от 151,5 м над у.м. (отметка уреза воды в реке Наре) до 202 м над у.м. (склон междуречной равнины). Кровля дочетвертичных пород местности представлена карбоновыми известняками и доломитами с прослоями глин и мергелей, а также верхнеюрскими глинами. Пологонаклонные поверхности моренной равнины сложены покровными суглинками на валунно-суглинистой морене, участки озерно-водно-ледниковой равнины — суглинками, песками, алевритами и глинами озерно-водно-ледникового генезиса.
Сформировавшиеся в долине Нары поверхности надпойменной террасы сложены древнеаллювиальными отложениями, часто перекрытыми покровными или делювиальными суглинками. Террасные склоны имеют высоту от около 7—12 м над поймой, крутизна склонов — от 10—15 градусов до 25—35 градусов. Борта террасы прорезаются многочисленными эрозионными формами — балками, оврагами, ложбинами, рытвинами и бороздами. Высота бортов эрозионных форм в их средних и нижних частях — до 3—5 м, крутизна бортов — до 20—30 градусов. На склонах террас и эрозионных форм активны делювиальные процессы, местами отмечаются обвально-осыпные процессы, встречаются оползни.
В излучине реки Нары сформировались обширные суглинисто-песчаные пойменные поверхности шириной до 120—220 м. В пределах участка встречаются и узкие подсклоновые фрагменты пойм шириной от 1—2 м. Высоты средней и высокой пойм достигают соответственно 2—2,5 м и 4—5 м над урезом воды в реке Наре. Уклоны волнистых и плоских субгоризонтальных и пологонаклонных пойменных поверхностей составляют 1—5 градусов. На пойме образовались переувлажненные старичные понижения шириной до 20 м.
Участок № 2 заказника включает холмистую моренную равнину, ограниченную с востока долиной ручья Гремячий, и осложненную овражно-балочными формами рельефа. Абсолютные высоты на участке изменяются от 177 м над у.м. (отметка уреза воды в ручье Гремячий в восточной оконечности территории) до 205 м над у.м. (на вершине холма). Кровля дочетвертичных пород местности представлена верхнеюрскими глинами и песками. Высота моренных холмов на участке достигает 10—12 м, крутизна склонов холмов — до 4—7 градусов. Поверхности холмов сложены покровными суглинками, подстилаемыми мореной.
Склоны моренных холмов прорезаются крутосклонными овражно-балочными формами. Ширина оврагов и балок в их средних частях достигает 40—60 м, высота бортов — до 5—7 м, крутизна — 15—25 градусов (местами до 40 градусов). Для крупных эрозионных форм характерно наличие большого количества отрогов. Поверхности бортов оврагов и балок сложены делювиальными суглинками, днища — пролювиальными отложениями. Долина ручья Гремячий, залегающая в восточной оконечности участка, имеет пологие склоны (до 10 градусов) и днище шириной 20—50 м, сложенное песчано-суглинистым материалом.
Гидрологический сток территории заказника направлен в реку Нару (левый приток реки Оки) на участке № 1 и в её левый приток — ручей Гремячий на участке № 2. Ширина ручья, протекающего вдоль восточной границы Участка № 2, составляет 0,5—1 м. Дно — песчано-суглинистое, местами заиленное. В днищах оврагов и балок формируются временные водотоки. На пойме Нары встречаются заболоченные и обводненные старицы. Ширина старичных водоемов — 10—15 м.
Почвенный покров междуречных равнин и террасных поверхностей заказника представлен в основном серыми и серыми глеевыми (по понижениям) почвами, а также дерново-подзолистыми и дерново-подзолисто-глеевыми (по понижениям) почвами на суглинистых отложениях. На пойме реки Нары образовались аллювиальные светлогумусовые и аллювиальные торфяно-глеевые (в старицах) почвы, а в днищах эрозионных форм отмечаются перегнойно-глеевые почвы.

### Флора и растительность
На территории заказника преобладают хвойно-широколиственные кустарниковые широкотравные леса. В пойме реки Нары встречаются мелколиственные влажнотравно-широкотравные леса и пойменные луга. Растительный покров обоих участков заказника является весьма близким по составу.
Большая часть территории заказника на участке № 1 занята старыми елово-широколиственными широкотравными лесами, древостой которых состоит из дуба, клёна платановидного, вяза голого, липы мелколистной, ели, березы (в основном повислой) и осины. Доля широколиственных пород деревьев составляет в лесах около половины, ели — всего 10—20 процентов, остальное занято осиной и березой, местами с примесью серой ольхи и сосны. На склонах в центральной и северо-западной частях заказника участие ели больше; на северо-востоке несколько выше доля мелколиственных пород. В древостое много старых деревьев ели и других пород (дубов, вязов, берез) с диаметром стволов 40—50 см, а в отдельных случаях до 80—120 см. Высота деревьев первого яруса достигает 30 м и более.
В подросте довольно много клёна платановидного, вязов гладкого и голого, липы. Подрост ели встречается в небольших количествах, подрост дуба единичен и представлен в основном по опушкам и полянам. В подлеске везде обильна лещина, встречаются жимолость лесная, черемуха, рябина, бересклет бородавчатый, крушина ломкая.
Травяной покров — широкотравный, основные составляющие его виды — копытень европейский, зеленчук жёлтый, пролесник многолетний, медуница неясная, звездчатка жестколистная, осоки волосистая и лесная, живучка ползучая, щитовники мужской и картузианский (игольчатый), кочедыжник женский, лютик кашубский, сныть обыкновенная, чина весенняя, купена многоцветковая, подмаренник средний, яснотка пятнистая, волчеягодник обыкновенный, колокольчик широколистный (последние два вида — редкие и уязвимые виды, не включенные в Красную книгу Московской области, но нуждающиеся на территории области в постоянном контроле и наблюдении). Доминанты широкотравья — зеленчук, осока волосистая, медуница и пролесник — периодически сменяют друг друга. По днищам балок местами обильны селезеночник очереднолистный и страусник обыкновенный. Изредка среди широкотравных типов встречаются кислично-широкотравные участки.
На крутом склоне долины Нары в нижней части склона представлен старовозрастный кленовый лес широкотравный. Диаметр стволов деревьев клёна платановидного достигает 80 см. Кустарниковый ярус разреженный, состоит из лещины, крушины, бересклета бородавчатого, жимолости лесной и малины; в подросте участвуют дуб и клен. Травяной покров представлен широкотравьем и состоит из медуницы неясной, пролесника многолетнего, купены многоцветковой, сныти и часто встречающегося колокольчика широколистного (вида, являющегося редким и уязвимым, не включенным в Красную книгу Московской области, но нуждающимся на территории области в постоянном контроле и наблюдении), а также копытня европейского, осоки волосистой, будры плющевидной, чистеца лесного и гравилата речного.
На участке высокой поймы реки Нары, залесенной ольхой серой, дубом, липой и осиной, подростом клёна, кое-где увитыми хмелем, произрастает популяция редкого папоротника — многорядника Брауна (вид, занесенный в Красную книгу Московской области), насчитывающая более 20 взрослых экземпляров. Травостой, покрытие которого составило 15—20 процентов, представлен кочедыжником женским, дудником лесным, медуницей неясной, крапивой двудомной, зеленчуком, гравилатом речным, чистецом лесным, норичником шишковатым и фиалкой собачьей.
В пойме хорошо выражены злаково-разнотравные луговые участки. К числу доминантов этих лугов можно отнести ежу сборную, овсяницы луговую и красную, кострец безостый, вейник наземный, коровяк чёрный, трясунку среднюю, колокольчик скученный, дудник лесной, василек луговой, жабрицу порезниковую, клевер средний и ползучий, люцерну серповидную, землянику зелёную, а также отмечены василистник светлый, тимофеевка луговая, подмаренник мягкий, колокольчик раскидистый, сныть, бутень ароматный, василек луговой, пырей ползучий, манжетки, полевица собачья, короставник полевой, вейник наземный, герань луговая, вербейник обыкновенный, щавель кислый, зверобой продырявленный, свербига восточная, тысячелистник обыкновенный, пижма обыкновенная, осока мохнатая. Местами имеются заросли иван-чая узколистного и крапивы двудомной.
Большая часть приречной полосы занята разреженным черемухово-сероольховым лесом с примесью вяза и клёна широкотравно-влажнотравным. Высота деревьев — около 15—20 м, встречаются небольшие участки старых сырых черноольшаников (диаметр стволов — 30—40 см), где в условиях подсклоновых сочений растут кипрей розовый и сердечник мелкоцветковый (редкий и уязвимый вид, не включенный в Красную книгу Московской области, но нуждающийся на территории области в постоянном контроле и наблюдении). Деревья, кустарники, а местами и высокотравье увиты лианами — хмелем и эхиноцистисом дольчатым, травяной покров состоит в основном из крапивы. Вдоль реки тянется неширокая полоса ивняков из старых ветел (ива белая) и ракит (ива ломкая), а также кустарниковых видов — трехтычинковой, корзиночной и пепельной. Диаметр ветел достигает одного метра. Вдоль русла много крапивы двудомной и двукисточника тростниковидного. Местами есть заболоченные тростниковые участки, где встречаются крестовник приречный, бодяк огородный, чертополох курчавый.
У реки и в воде развита прибрежно-водная растительность, здесь обычны сусак зонтичный, камыш озерный, стрелолист обыкновенный, отмечены рдесты (пронзеннолистный, блестящий и др.) и кубышка жёлтая.
На цчастке № 2 водораздельные территории и верхние части склонов к реке заняты хвойно-широколиственными лесами, сходными по составу и строению с лесами первого участка. Примыкающие к дороге окраины лесных кварталов заросли борщевиком Сосновского.
В составе елово-широколистных лесов здесь также присутствуют дуб, вяз гладкий (диаметр стволов — 22—47 см), клен (23 см) и липа, береза (единично встречаются старые березы диаметром 55—78 см). В подросте присутствуют все перечисленные породы, а также единичные молодые ели высотой 5—8 м. Кустарниковый ярус представлен лещиной, достигающей высоты 5 м, черемухой, жимолостью лесной, бересклетом бородавчатым.
Травяной покров (проективное покрытие — 35—40 процентов) представлен преимущественно широкотравьем: медуницей неясной, пролесником многолетним, копытнем, лютиком кашубским, снытью, звездчаткой жестколистной, чиной весенней, щитовником мужским, реже встречается будра плющевидная, крапива, яснотка пятнистая, чистец лесной.
По склонам оврагов и балок доминируют пролесник многолетний, будра плющевидная, зеленчук жёлтый, осока волосистая, а также встречаются кочедыжник женский и щитовник картузианский. В нижней части обычны крапива, таволга вязолистная, яснотка пятнистая, чистец лесной, гравилат речной, встречаются колокольчик широколистный и борец северный. Вблизи одного из оврагов встречается ясень высокий (диаметр стволов — от 17 см и до 50 см), клен платановидный (26 см), вязы (30—70 см). На валежнике отмечается ежевик коралловидный — вид гриба, занесенный в Красную книгу Московской области.
На участках леса со старыми елями и густым пологом из лещины древовидной формы (диаметр стволов — 9—11 см) травостой сильно разрежен и составляет 3—15 процентов, остальное приходится на участки мертвого покрова, небольшими пятнами встречается зелёный мох — плеврозиум Шребера. Под еловыми кронами обильны кислица обыкновенная, зеленчук, осока лесная, звездчатка жестколистная, копытень. Здесь встречаются также воронец колосистый, мерингия трехжилковая, золотарник обыкновенный и ландыш майский. Местами в таком ельнике имеются участки со старыми соснами (диаметр стволов — 54—60 см), осинами и березами и пологом из лещины, где в травостое доминирует кислица.

### Фауна
Животный мир заказника типичен для сообществ смешанных и широколиственных лесов Московской области. Низкая доля синантропных видов, встречающихся в заказнике только по юго-западной окраине участка № 1, граничащей с деревней Чичково, говорит о высокой степени сохранности и целостности его фаунистического ядра.
Основу фаунистического комплекса здесь составляют виды, экологически связанные с древесно-кустарниковой растительностью.
Всего на территории заказника можно выделить три основных зоокомплекса (зооформации): зооформацию лиственных лесов, хвойных лесов и водных и околоводных местообитаний.
На обоих участках заказника представлен схожий набор лесных местообитаний. Поскольку участки разделены лишь неширокой дорогой с довольно неинтенсивным автомобильным движением, лесная фауна наземных позвоночных животных заказника является экологически единой. Зооформация водных и околоводных местообитаний распространена на Участке № 1.
В заказнике отмечено обитание около 58 видов наземных позвоночных животных, трех видов амфибий, четырёх видов рептилий, 32 видов птиц и 19 видов млекопитающих.
Типичными представителями зооформации хвойных лесов, представленных в заказнике различными вариантами ельников, являются таёжные и «хвойнолюбивые» виды — средняя бурозубка, лось, обыкновенная белка, рыжая полевка, лесная куница, большой пестрый дятел, ворон, сойка, рябинник, пеночка-трещотка, поползень, пухляк. Здесь также встречается кедровка, вид, занесенный в Красную книгу Московской области.
Зооформация лиственных лесов — широколиственных, мелколиственных, смешанных лесов с преобладанием лиственных пород — представлена здесь следующими видами: малая лесная мышь, кабан, лесной конек, зяблик, малый пестрый дятел, обыкновенная лазоревка, обыкновенный соловей, чёрный и певчий дрозды, большая синица, пеночка-весничка, зарянка.
Во всех лесных экосистемах заказника встречаются обыкновенная бурозубка, обыкновенный крот, ласка, лесной хорь, пеночка-теньковка, славка-черноголовка, зяблик. Во влажную погоду становятся многочисленны травяная и остромордая лягушки. Овражно-балочная сеть заказника является местом обитания барсука (редкий и уязвимый вид, не включенный в Красную книгу Московской области, но нуждающийся на территории области в постоянном контроле и наблюдении).
По лесным опушкам и полянам встречается канюк, белая трясогузка, обыкновенная овсянка, луговой чекан.
В приречных зарослях реки Нары, а также по речным старицам встречаются представители зооформации водных и околоводных местообитаний: речной бобр, американская норка, водяная полевка, ондатра, кряква; в пойме реки Нары отмечались единичные встречи большой белой цапли, редкого в Подмосковье залетного вида.
Повсеместно встречаются обыкновенная лисица и заяц-беляк.
Синантропные виды в заказнике постоянно не обитают; отмечаются лишь периодические залеты и заходы на территорию участка № 1 заказника отдельных особей.

## Объекты особой охраны заказника
Охраняемые экосистемы: старовозрастные хвойно-широколиственные леса с участием дуба, клёна, вязов гладкого и голого, ясеня лещиновые широкотравные и кислично-широкотравные; дубово-ольховые с липой и осиной папоротниково-влажнотравно-широкотравные; черемухово-сероольховые леса с примесью вязов и клёна широкотравно-влажнотравные с участками кленовых широкотравных; пойменные луга и прибрежно-водная растительность реки Нары.
Места произрастания и обитания охраняемых в Московской области, иных редких и уязвимых видов растений, лишайников, грибов и животных, зафиксированных на территории заказника, перечисленных ниже, а также барсука.
Охраняемые в Московской области, а также иные редкие и уязвимые виды растений:
- виды, занесенные в Красную книгу Московской области: многорядник Брауна;
- виды, являющиеся редкими и уязвимыми таксонами, не включенные в Красную книгу Московской области, но нуждающиеся на территории области в постоянном контроле и наблюдении: волчеягодник обыкновенный, или волчье лыко, колокольчик широколистный, сердечник мелкоцветковый.

Охраняемый в Московской области вид грибов, занесенный в Красную книгу Московской области: ежевик коралловидный.
Охраняемые в Московской области, а также иные редкие и уязвимые виды животных:
- виды, занесенные в Красную книгу Московской области: кедровка;
- иные редкие виды: большая белая цапля.